# زویا کوسمودمیانسکایا
زویا آناتولِونا کوسمودمیانسکایا (به روسی: Зо́я Анато́льевна Космодемья́нская)- (زاده ۱۳ سپتامبر ۱۹۲۳ – درگذشته ۲۹ نوامبر ۱۹۴۱) یکی از محترم‌ترین قهرمانان زن اتحاد جماهیر شوروی سوسیالیستی به حساب می‌آید. وی به کسب لقب قهرمان اتحاد شوروی نایل آمد.

## خانواده
نام خانواده کوسمودمیانسکایا از ترکیب سنت کاماس ساخته شده‌است. خانواده کوسمودمیانسکی از قرن هفدهم در کلیسای ارتدوکس روسیه کشیش بودند. پدر بزرگ زویا در سال ۱۹۱۸ توسط شبه نظامیان بخاطر مخالفت با توهین به مقدسات کشته شد. پدر زویا به نام آناتولی در یکٰ حوزه دینی theological seminary  تحصیل کرد ولی از آن فارغ‌التحصیل نشد. او بعدها به عنوان یک کتابدار مشغول به کار شد. مادرش لیوبوف معلم مدرسه بود. در سال ۱۹۲۵ برادر زویا الکساندر متولد شد او نیز مانند خواهرش به عنوان قهرمان اتحاد جماهیر شوروی (Hero of the Soviet Union) شناخته شد. در سال ۱۹۲۹ خانواده زویا به دلیل ترس از تعقیب به سیبری فرار کردند. در سال ۱۹۳۰ آن‌ها به مسکو نقل مکان کردند.

## زندگی
نام زویا نامی روسی برگرفته شده از نامی یونانی به معنی خدا Zoe است. او در سپتامبر ۱۹۲۳ در روستای اوسینو گی Osino-Gay (Осино-Гай) به معنی جنگل صنوبر در کنار شهر تامبوف به دنیا آمد.
در دوران مدرسه رشته مورد علاقه زویا ادبیات بود. معلمین او تأکید داشتند که نوشته‌های او بیانگر فهمی عمیق است. سطح دانش او به مراتب فراتر از سطحی بود که در دبیرستان وجود داشت. او آثار نویسنده‌هایی مانند لئو تولستوی، پوشکین، میخائل لرمونتوف، کارامزین، واسیلی ژوکوفسکی، بایرون، مولیر، میگول سروانتز، چارلز دیکنز، ولفگانگ گوته و ویلیام شکسپیر را مطالعه می‌کرد.
زویا نقطه نظراتش را در مورد کتابهایی که مطالعه می‌کرد را در یک دفترچه ثبت می‌کرد. برای مثال در یکی از نوشته‌هایش آمده‌است: «در تراژدی‌های شکسپیر مرگ یک قهرمان همواره با پیروزی یک آرمان همراه است.»
او اگمونت بتهوون را دوست داشت. موزیک مورد علاقه اش سمفونی شماره ۵ چایکوفسکی بود.
تلاش او برای ایده‌های سطح بالا برای همکلاسی‌هایش قابل فهم نبود. در شب عید سال ۱۹۳۹ همکلاسی‌هایش برای یکدیگر بهترین آرزوها را نوشتند. زویا این یاداشت را دریافت کرد: «زویا اینهمه در مورد مردم سخت قضاوت نکن. همه چیز را اینقدر به قلب نزدیک نکن. بدان که اغلب مردم خودخواه، چاپلوس و ریاکار هستند و تو نمی‌توانی به آنها تکیه کنی. می‌بایست به گفته‌های آنها بی‌توجه باشی. این آرزوی سال نو من است.» زویا بعد از خواندن این یاداشت گفت اگر کسی فکر می‌کند که مردم اینگونه هستند، پس انسانها برای چه زندگی کنند؟

## مبارزات
در سال ۱۹۳۸ زویا به کوسموسول یا اتحادیه لنینیستی جوانان کمونیست پیوست. در اکتبر سال ۱۹۴۱ در جریان جنگ جهانی دوم وی هنوز در مسکو دانش آموز دبیرستان بود ولی داوطلب عضویت در یک واحد پارتیزانی شد. به مادرش که تلاش می‌کرد او را منصرف کند گفت وقتی که دشمن اینقدر نزدیک است من چه می‌توانم بکنم؟ اگر آن‌ها به اینجا بیایند من نمی‌توانم به زندگی ادامه بدهم.
زویا یکی از داوطلبان خدمت در سرویس اطلاعاتی شد و به عضویت واحد پارتیزانی شماره ۹۹۰۳ درآمد. این واحد در جبهه غرب روسیه فعال بود. از هزار نفر که در اکتبر سال ۱۹۴۱ به این واحد پیوستد تنها نیمی از آن‌ها بعد از جنگ زنده ماندند. او و پارتیزانهای دیگر در روستای ابوخووو در نزدیکی نارو-فومینسک از خط مقدم جبهه عبور کرد و به سرزمین‌های اشغال شده توسط آلمان‌ها وارد شد. آن‌ها در پشت جبهه آلمانی‌ها به جمع‌آوری اطلاعات مشغول بودند. همچنین جاده‌ها را مین گذاری کردند و خطوط تلفن را قطع کردند. در بیست و هفتم نوامبر سال ۱۹۴۱ زویا حکمی را دریافت کرد که روستای پتریشیوا Petrishchevo جایی که در آن یک گردان سواره نظام آلمانی اردو زده بود را به آتش کشیده‌است.
در روستای پتریشیوا زویا توانسته بود یک استبل اسب و چند خانه را به آتش بکشد. یک روسی او را شناخته بود و به آلمانها خبر داده بود. آن‌ها زویا را هنگامی که یک مشعل در دست داشت و می‌خواست یک خانه دیگر را به آتش بکشد دستگیر کردند.
سربازان آلمانی نام او را تانیا گذاشته بودند. در طول شب او شکنجه و بازجویی شد ولی تسلیم نشد و هیچ اطلاعاتی را افشا نکرد. صبح روز بعد او را به مرکز شهر بردند و در حالی که نوشته‌ای به گردنش آویزان کرده بودند که روی آن نوشته شده بود «خانه آتش زن» او را به دار کشیدند.
آلمانی‌ها مردم دهکده پتریشیوا در ۷۰ کیلومتری مسکو را واداشتند تا شاهد صحنه اعدام او باشند.

## آخرین کلمات
وقتی زویا آماده اعدام می‌شد این جملات را بر زبان راند که معروفیت یافت:

- شما الان من را دار می‌زنید، ولی من تنها نیستم. دویست میلیون نفراز ما هستند. شما همه ما را نمی‌توانید به دار بیاویزید! رفقای من انتقامم را خواهند گرفت! اتحاد شوروی پیروز خواهد شد!»
- آهای رفقا! چرا اینقدر ناراحت هستید؟ شجاع باشید، بجنگید، به آلمانها تهاجم کنید، بسوزانید، آنها را خرد کنید! من از مرگ نمی‌ترسم رفقا. مرگ برای مردم شادی است!
- یک دقیقه قبل از به دار کشیده شدن در حالی که طناب دار بر گردنش بود گفت: خداحافظ رفقا! بجنگید، نترسید! استالین با ماست !استالین خواهد آمد!

## پس از اعدام
جسد زویا بیش از یک ماه بر سر دار قرار داشت و آلمانی‌ها به کسی اجازه نمی‌دادند که آن را بردارند. فقط پس از آغاز تهاجم متقابل اردوی شوروی به حومه مسکو در ژانویه ۱۹۴۲ بود که جسد وی به خاک سپرده شد.
مدفن زویا را در ۲۴ ژانویه ۱۹۴۲ نبش کردند اما چهره‌اش را نمی‌شد شناخت. در ابتدا کسی وی را نمی‌شناخت تا اینکه بعداً عکسی از وی در روزنامه چاپ شد و خواهرش او را شناخت و نام حقیقی‌اش فاش شد.
زویا در گورستان نووودویچی مسکو بخاک سپرده شده‌است.
برادر زویا نیز در نبردی در کالیننگراد در جریان جنگ جهانی دوم جان باخت و به کسب لقب قهرمان اتحاد شوروی نایل آمد؛ و لوبوف مادر زویا داستان غمناک دو فرزندش را در کتابی نوشت.

## شهرت
داستان زویا کوسمودمیانسکایا بعد از آن به سر زبانها افتاد که روزنامه پراودا در بیست و هفتم ژانویه سال ۱۹۴۲ مقاله‌ای را به قلم پیوتر لیدوف منتشر کرد. این روزنامه‌نگار داستان اعدام زویا را از یک دهقان پیر شنید و به خاطر شجاعت این زن جوان تحت تأثیر قرار گرفت. شاهد گفت: «آنها داشتند او را دار می‌زدند ولی او سخنرانی می‌کرد. آنها داشتند او را دار می‌زدند ولی او آنها را می‌ترساند.» پیوتر لیدوف به پتریشیوا سفر کرد و از ساکنان محل اطلاعاتی را در مورد زویا جمع‌آوری کرد و مقاله‌ای را در مورد دختر پارتیزان گمنام نوشت. بلافاصله استالین این مقاله را خواند و گفت: «قهرمان خلق اینجا ست.»
در ماه فوریه همان سال به زویا عنوان قهرمان اتحاد جماهیر شوروی اعطا شد.
برای زویای جوان صدها شعر و داستان سروده و نوشته شده و جاده‌ها و سازمان‌هایی به نامش نامگذاری شده‌اند.
بسیاری از سازمانهای پیشگام در اتحاد جماهیر شوروی نام زویا کوسمودمیانسکایا را به روی خود گذاشتند. شاعران و نویسندگان روس و هنرمندان، مجسمه سازان کارهایشان را به او اختصاص دادند و مجسمههای زویا و برادرش در چند شهر روسیه برپا شدند. در سال ۱۰۴۴ فیلم زویا ساخته شد. دولت شوروی مجسمه زویا را به افتخار او در نزدیکی روستای پتریشیوا نصب کرد. مجسمه دیگر او در ایستگاه مترو پارتیزانسکاوای مسکو نصب شد. قله ۴۱۰۸ متری کوه ترانس ایلی آلاتااو نیز به نام او نامگذاری شد. در سال ۱۹۶۸ نیز یک ستاره‌شناس روس ماخالا میخائیلوانا سمیرنوا سیارک کوچکی را که کشف کرد، بنام زویا ۱۷۹۳ نامگذاری کرد.
در سال ۲۰۰۲ کتابی در به نام «زویا: داستان یک زن افغان برای رهایی» انتشار یافت که در آن یک عضو جمعیت انقلابی زنان افغانستان (راوا) داستان زندگیش را نوشته و خاطرنشان می‌سازد که چگونه تحت تأثیر مقاومت و مبارزه زویای روسی نامش را زویا گذاشته و مشوقش در راه مبارزه بوده‌است.

## پیوندها
- زویا فرزند قهرمان روسیه (پیام زن، شماره مسلسل ۶۳ و ۶۴ - سرطان ۱۳۸۴ - ژوئیهٔ ۲۰۰۵)
- [۱]

1. ↑  Указ Президиума Верховного Совета СССР «О присвоении звания Героя Советского Союза т. т. Гурьянову М. А., Космодемьянской З. А., Кузину И. Н., особо отличившимся в партизанской борьбы в тылу против немецких захватчиков» от 16 февраля 1942 года // Ведомости Верховного Совета Союза Советских Социалистических Республик : газета. — 1942. — 10 марта (№ 7 (166)). — С. 1.